# Gopa
Gopa är en småort i Bjursås socken i Falu kommun. Belägen mellan Falun och Rättvik, precis norr om sjön Gopen.